# Turin, New York
Turin är en kommun i Lewis County i delstaten New York, USA.